# 200 років Національній юридичній академії імені Ярослава Мудрого (монета)
«200 ро́ків Націона́льній юриди́чній акаде́мії і́мені Яросла́ва Му́дрого» — ювілейна монета номіналом 2 гривні, випущена Національним банком України, присвячена 200-річчю Національної юридичної академії України імені Ярослава Мудрого в місті Харкові, яка займається підготовкою висококваліфікованих фахівців для органів державної влади, місцевого самоврядування, правоохоронних органів, різних сфер юридичної практики. В ній працювали такі відомі правознавці, як М. Бажанов, М. Бару, М. Бокаріус, С. Вільнянський, В. Горшеньов, М. Гродзинський, В. Колмаков, С. Фукс, В. Шелестов, В. Яновський та багато інших. В академії склалися і функціонують авторитетні школи в галузі юридичних наук.
Монету введено в обіг 30 вересня 2004 року. Вона належить до серії «Вищі навчальні заклади України».

## Опис монети та характеристики
| Номінал грн. | Метал      | Маса, г | Діаметр, мм | Якість виготовлення | Гурт     | Тираж, штук |
| ------------ | ---------- | ------- | ----------- | ------------------- | -------- | ----------- |
| 2            | нейзильбер | 12,8    | 31,0        | звичайна            | рифлений | 30 000      |

### Аверс
На аверсі монет розміщено: угорі праворуч малий Державний Герб України, по центру — герб академії, написи півколом: «УКРАЇНА 2004» (ліворуч), «2 ГРИВНІ» (унизу праворуч) та логотип Монетного двору Національного банку України.

### Реверс
На реверсі монет зображено будівлю академії та розміщено написи: по колу монети — «НАЦІОНАЛЬНА ЮРИДИЧНА АКАДЕМІЯ УКРАЇНИ ІМ. ЯРОСЛАВА МУДРОГО», під будівлею в два рядки — «200 РОКІВ».

## Автори

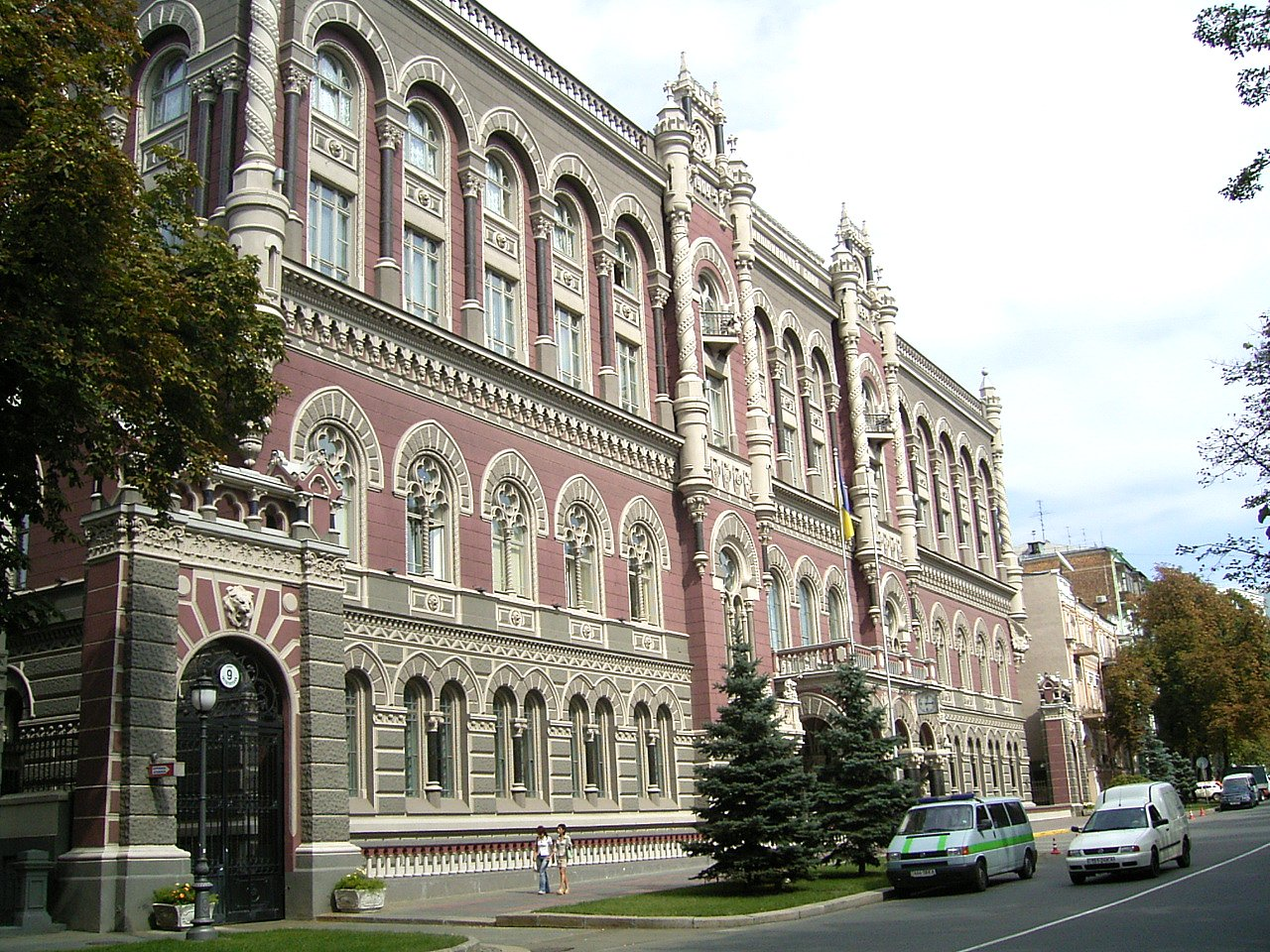
Будівля Національного банку України

- Художники: Терьохіна Оксана, Домовицьких Наталія.
- Скульптори: Атаманчук Володимир, Іваненко Святослав.

## Вартість монети
Ціна монети — 2 гривні, була вказана на сайті Національного банку України в 2014 році.
Фактична приблизна вартість монети з роками змінювалася так:
| Рік        | 2010 | 2011 | 2012 | 2013 | 2014 | 2015 | 2016 | 2017 | 2018 | 2019 | 2020 | 2021 | 2022 | 2023 | 2024 | 2025 |
| ---------- | ---- | ---- | ---- | ---- | ---- | ---- | ---- | ---- | ---- | ---- | ---- | ---- | ---- | ---- | ---- | ---- |
| Ціна, грн. | 50   | 70   | 80   | 100  | 105  | 160  | 175  | 250  | 200  | 240  | 270  | 240  | 350  | 380  | 510  | 470  |